# ولادیمیر اسمیرنوف (شمشیرباز)
ولادیمیر اسمیرنوف (روسی: Влади́мир Ви́кторович Смирно́в؛ ۲۰ مهٔ ۱۹۵۴ – ۲۸ ژوئیهٔ ۱۹۸۲) شمشیرباز اهل اتحاد جماهیر شوروی سوسیالیستی بود.
وی در مسابقات کشوری و بین‌المللی در مجموع برندهٔ ۱ مدال طلا، ۱ مدال نقره، ۱ مدال برنز شده‌است.
در جریان مسابقات جهانی ۱۹۸۲ با شکسته شدن لبه شمشیر ماتیاس بر شمشیرباز آلمانی شمشیر از ماسک ولادیمیر اسمیرنوف عبور کرده و وارد کاسه چشم و مغزش شده که پس از ۹ روز باعث مرگ وی شد. این اتفاق باعث تغییر لباس و ماسک شمشیربازان شد.